# 페르미 거품
페르미 거품은 2010년에 발견된 우리 은하 구조 중의 일부로, 페르미 감마선 우주 망원경이 발견했기 때문에 페르미 거품이란 이름이 붙게 되었다.

## 발견
- 2010년에 발견 했다고는 하지만, 독일의 X선 망원경인 ROSAT가 1999년에 먼저 발견했다. 다만 이때는 이게 뭔지 아무런 생각조차 안 했다.

- 이후 WMAP의 관측에서도 발견되었는데, 이것을 WMAP의 관측에 방해가 된다는 이유로 WMAP haze라는 이름으로 부르게 된다.
- 즉, 이 구조의 이름은 뢴트겐 거품이 될 수도 있었고, 윌킨슨 거품이 될 수도 있었다.
- 처음에는 페르미 쪽도 이 구조를 장애물 취급해서 Fermi haze라고 불렀다. 다만 이쪽은 일부 과학자들이 빨리 눈치를 채서 연구를 시작했고, 그 결과 다소의 논란이 있었지만 우리 은하 내의 구조라는 것이 밝혀지면서 페르미 거품이라는 이름이 붙게 되었다.

## 구조
은하면에 대해서 거의 수직에 가깝게 서있는 기묘한 구조를 보인다. 구조가 믿기 힘들 정도로 상하 대칭이며, 경계면도 굉장히 날카로워서 잡음이 한가득인 자료를 봐도 구분이 될 정도이다.
실제로 사진에서 보이는 전체가 페르미 거품인 것은 아니고, 은하 중심을 기준으로 양쪽으로 뻗어 나온 둥근 부분을 페르미 거품이라고 부른다. 나머지 구조에 대해서는 딱히 연구가 진행되지 않았다.
상하로 뻗어있는 페르미 거품처럼 둥근 링 형태로 서로 반대를 바라보고 뻗어있는 구조가 있는데, 이 둘이 서로 관계가 있지 않나 생각 중이다. 사진에서는 명확히 판별하기 어려우나 페르미 거품 주변으로 다른 층들이 있는데, 윗면 페르미 거품 전체를 감쌀 정도의 거대한 층을 Loop I, 그리고 아랫면 페르미 거품 근처에 있는 작은 층을 Donut이라고 한다.

## 적색 편이량
배경 퀘이사를 이용하여 적색 편이를 측정한 결과 시선 방향으로 팽창한다는 것이 밝혀졌다. 단순히 팽창에 대한 단서가 아닌 기원을 연구하는 중요한 자료가 된다.

## 기원
아직 확실히 밝혀지지 않았다. 발견된지 얼마 되지 않았기 때문이 가장 큰 이유이며, 가설을 제시해도 워낙에 태클 걸 거리가 많은 탓도 크다. 따라서 여기서는 대표적인 가설 몇 개만 소개한다.

### 초대질량 블랙홀에서 나온 제트?
반론) 블랙홀의 제트가 반드시 블랙홀의 회전축 방향으로 나온다는 법은 없다. 그야말로 제멋대로 나오는 것이 제트이며, 결과적으로 페르미 거품의 가장 큰 특징인 상하 대칭을 설명하기 힘들다. 우리 은하 중심 블랙홀의 관측 결과 자전축이 은하면과도 관련이 없는지라 더 애매해졌다.
때문에 이를 보완하기 위한 여러 가설들을 갖다 붙이느라 조금 지저분해져 있는 가설.

### 활동성 은하핵에서 나온 제트의 영향?
현재로서는 가장 가능성 있어보이는 가설로, 우리 은하 생성 초기에 있던 활동성 은하핵에 의해 핵 주변의 물질들이 날아가면서 형성됐다는 가설이다. 바로 위의 블랙홀 설과 뭐가 다른지 모르겠다면 잠깐 퀘이사의 모양을 생각해보자. 퀘이사는 활동성 은하핵의 일종으로 형태가 거의 십자 모양이다.
다만 이 가설도 2014년 거품의 속도가 알려지면서 다소 속도가 느린 것이 아닌가 하는 의견 탓에 잠시 주춤하고 있다.

### 암흑 물질의 소멸로 인한 감마선 방출?
암흑 물질에 관심이 있던 사람이라면 구미가 당길만한 가설로 암흑 물질이 우주선에 의해 소멸되면서 감마선을 방출하는 것이 아닌가 하는 가설이다.
이 가설도 크나큰 문제를 안고 있는데, 모델이 그려낸 거품 구조의 형태가 실제 관측과 많이 다르다.
그에 대한 답으로 제시한 것은 "우리가 보고 있는 거품은 진짜 저 모양인가?" 어이없다는 생각이 들 수도 있지만 실제로 우주를 관측할 때 가장 믿으면 안 되는 것이 우리 눈에 보이는 것이다. 성간 물질로 가려져 있을 수도 있고, 아직 유효 파장 내의 관측을 진행하지 못 했을 수도 있다.[5]
만약 이쪽이 정설이 된다면 굉장한 파장을 일으킬 수 있다.

### 과거 타 은하와의 충돌 흡수 과정에서 생겨난 분출?
우리 은하가 과거에 다른 작은 은하와 중심부끼리 충돌해 이를 흡수하는 과정에서 흡수한 은하의 성분을 분출한 것이라는 가설이 새롭게 제기되었다. 근거로는 버블의 성분 특히 중금속 함량이 젊은 우리 은하의 특성과는 맞지 않게 너무 낮다는 것. 이는 우주에서 종종 일어나는 은하끼리의 충돌 흡수 병합이 우리 은하에서도 있었으며 이 때 은하 중심부 항성들과 블랙홀들의 충돌로 버블이 발생했고 우리 은하의 나이와 어울리지 않는 분출 성분을 가진 것도 이 때문이라는 것이다. 실제로 우리 은하 역시 약 30억년 이후 즈음에 안드로메다 은하와의 충돌이 예상되고 있다.

## 창작물에서의 의의
- 버블(2022년 애니메이션)에서 우리 은하와 안드로메다 은하의 병합을 언급할 때 보이는 은하에 대한 작화가 은하의 모습을 그린 기존의 애니메이션에 비해 페르미 거품의 모습이 잘 드러나게 끔 그려졌다.

## 기타
높은 에너지를 갖고 있지만 밀도가 굉장히 낮은 탓에 있으나 마나한 것이 아닌가 라는 의견도 있었으나, 연구가 진행되면서 자연스럽게 은하 구조로 편입되었다. 애초에 활동성 은하핵이나 블랙홀의 특징적인 그 제트의 존재 때문에 어느 정도 다들 예상하고 있었던 구조이기 때문이다.
천문학 관련 정보가 굉장히 느린 우리 나라뿐만 아니라 세계적으로도 천체물리학계에서만 유명한 편이다. 같은 천문학과 내에서도 영 시큰둥한 경우가 많다. 게다가 할 게 없어서 굶주린 입자 물리학 쪽에서도 자주 찾는 주제인 것 같다.
의외로 가장 기뻐한 것은 천문학자가 아니라 아티스트들이라는 말도 있는 것 같다. 그런 말이 있는 것에 비하면 일러스트 수가 굉장히 적다.